# Begraafplaats van Moeskroen
De Begraafplaats van Moeskroen is een gemeentelijke begraafplaats in de Belgische stad Moeskroen. De begraafplaats ligt aan de Menenstraat op 900 m ten noordwesten van het centrum (Sint-Bartholomeuskerk). Deze uitgestrekte begraafplaats heeft een onregelmatig grondplan en wordt volledig omgeven door een bakstenen muur. Er zijn drie toegangen bestaande uit tweedelige metalen traliehekken.

## Belgische oorlogsgraven en graven van oud-strijders
In het oostelijk deel van de begraafplaats staat een monument voor 5 burgers die in de Tweede Wereldoorlog door de Duitsers wegens spionage of als verzetsstrijder werden gefusilleerd. Hun namen zijn: Emmanuel De Neckere, Marcel Demeulemeester, Guillaume Vanzeveren, Adhèmar Vandenplassche en Roland Vanoverschelde.
Daarnaast ligt een veld met de graven van meer dan honderdzestig Belgische militairen, oud-strijders en burgers uit diezelfde oorlog.
Iets verderop liggen enkele burgerslachtoffers die omkwamen tijdens bombardementen in de begindagen van de Tweede Wereldoorlog. Daarnaast staat een gedenkzuil waarbij vijf burgerslachtoffers uit de Eerste Wereldoorlog liggen.
Dicht bij de westelijke hoek van de begraafplaats ligt een perk met 257 oud-strijders uit de Eerste Wereldoorlog en in de noordelijke hoek liggen 124 oud-strijders uit de Tweede Wereldoorlog. Zij liggen allemaal onder gelijkvormige grafzerken. Onder sommige van deze grafzerken liggen 7 doden.

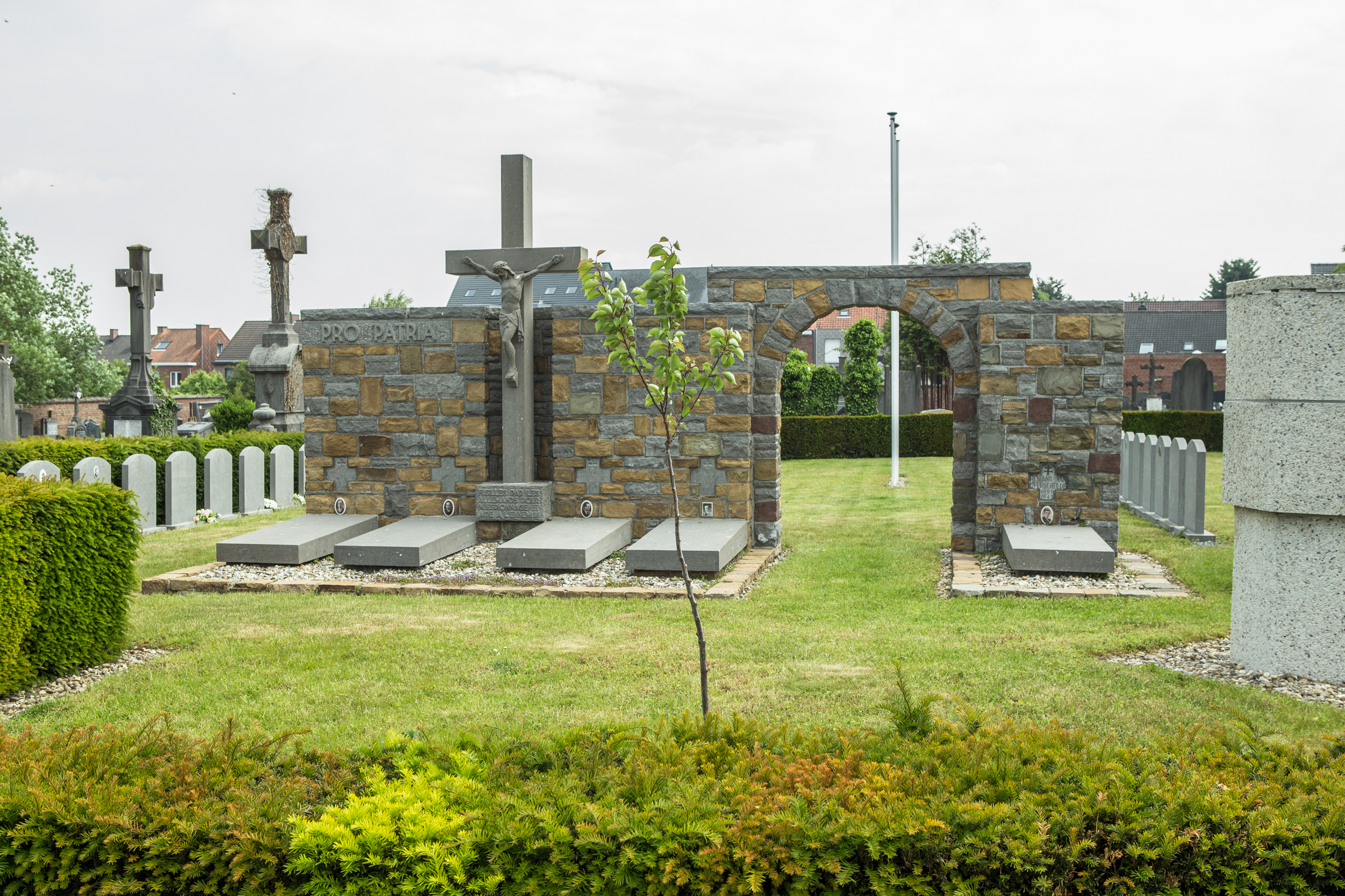
Monument voor de gefusilleerden
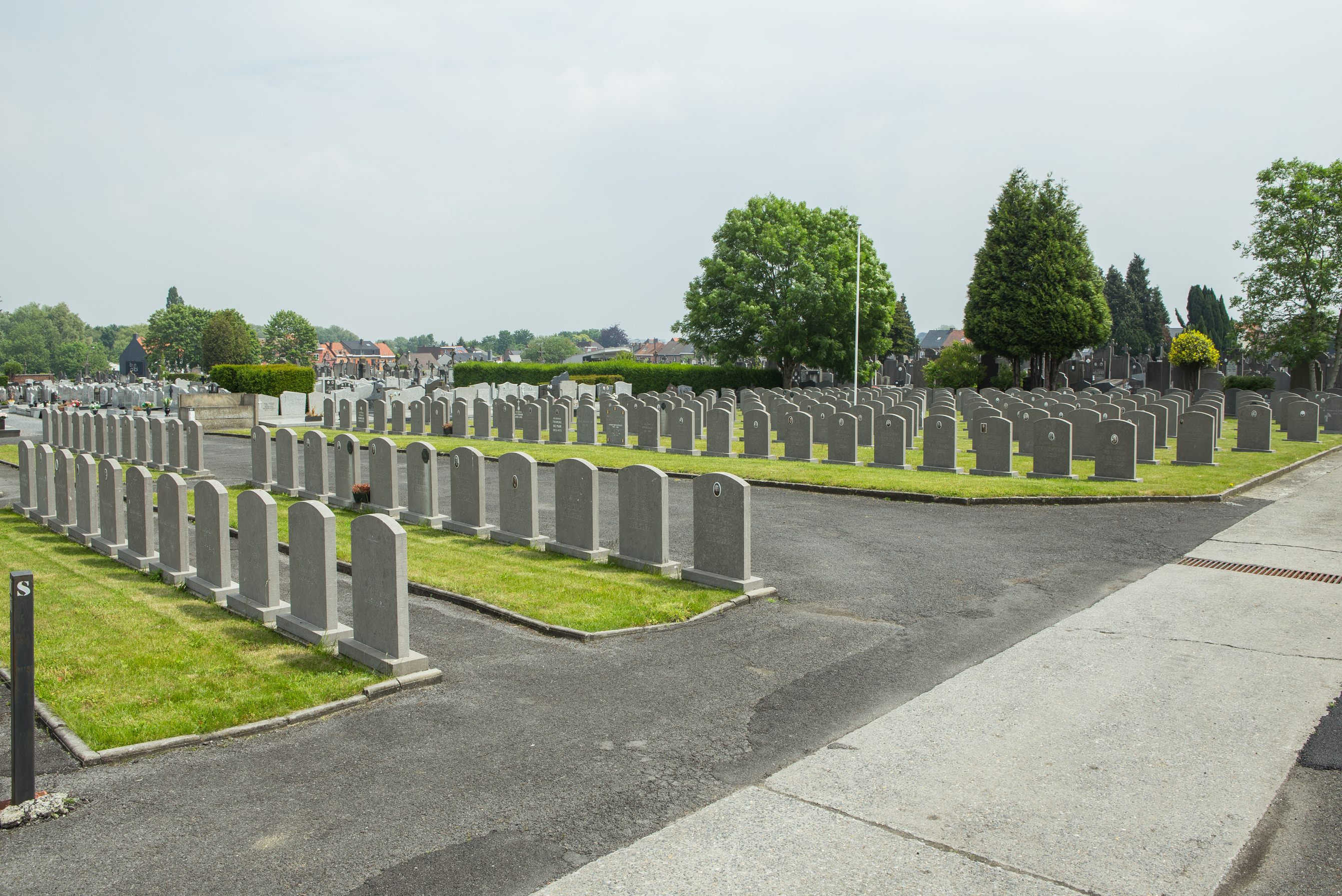
Veld met Belgische oud-strijders WO1
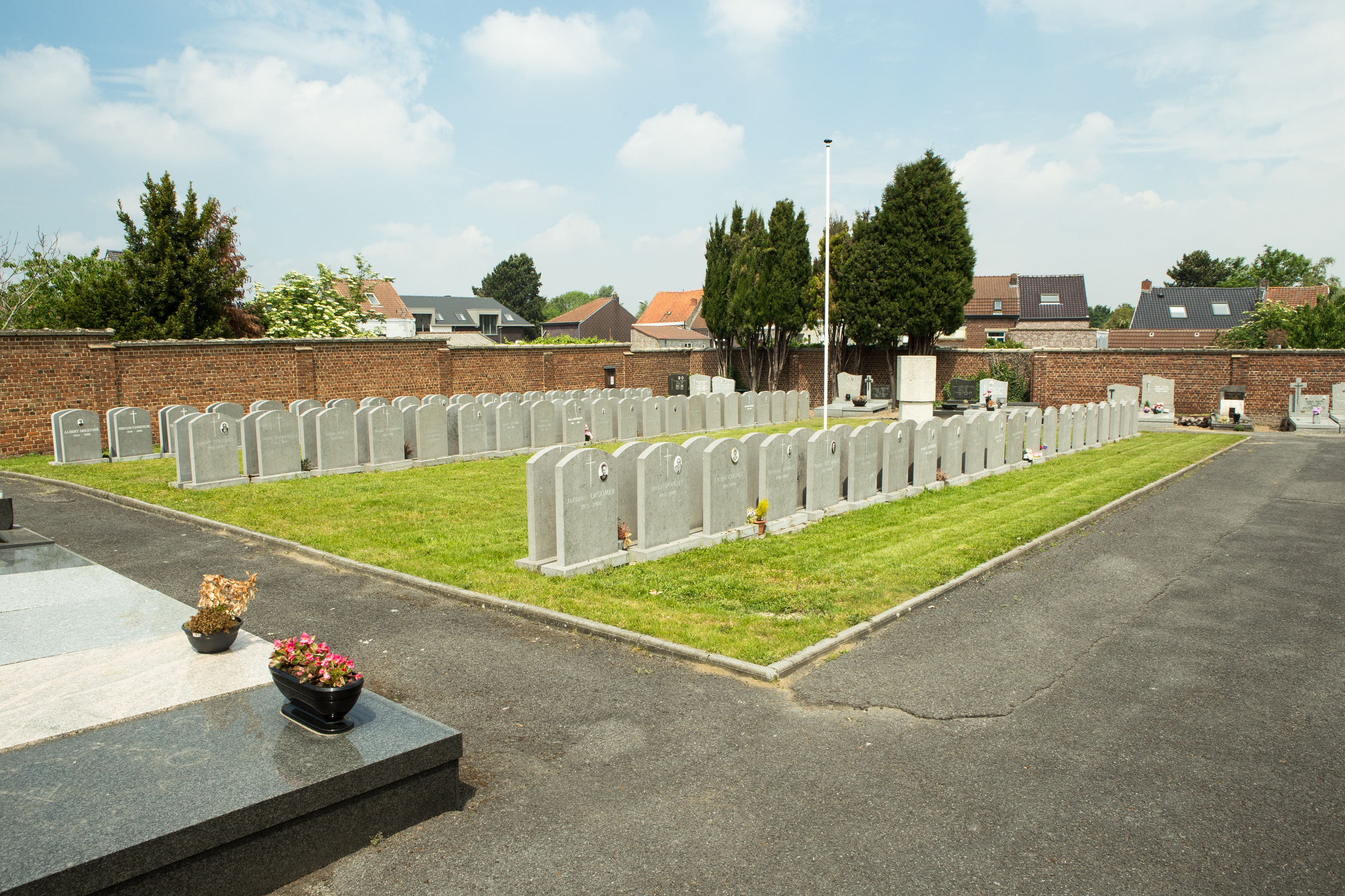
Perk met Belgische oud-strijders WO2

## Britse oorlogsgraven
Op de begraafplaats liggen tussen de burgerlijke graven een perk met 4 Britse gesneuvelde militairen en op een andere plaats nog 1 Brits slachtoffer uit de Eerste Wereldoorlog. Iets verderop ligt een Brits slachtoffer uit de Tweede Wereldoorlog.
Hun graven worden onderhouden door de Commonwealth War Graves Commission en zijn daar geregistreerd onder Mouscron (Moeskroen) Communal Cemetery.